# Jennifer Homans
Jennifer A. Homans (Chicago, 1960) è una scrittrice, critica teatrale e storica della danza statunitense.

## Biografia
Nata e cresciuta a Chicago, ha cominciato a studiare danza classica a otto anni, proseguendo la sua formazione all'Università di Chicago, all'University of North Carolina School of the Arts e alla School of American Ballet. Dopo aver danzato per qualche anno con il Pacific Northwest Ballet, nel 1986 si è iscritta alla Columbia University, dove ha conseguito la laurea in letteratura francese; successivamente ha conseguito un dottorato in storia europea moderna all'Università di New York. Successivamente è rimasta all'Università di New York in qualità di accademica, tenendo corsi di storia e critica della danza. Dopo oltre un decennio trascorso come critica di danza per The New Republic, dal 2019 ricopre la stessa posizione al The New Yorker.
Oltre ad aver pubblicato recensioni e articoli su The New Yorker, The New Republic e il New York Times, nel 2010 ha pubblicato il suo primo libro, Apollo’s Angels: A History of Ballet. L'opera è stata inserita dal New York Times tra i dieci migliori libri del 2010 ed è stata candidata al National Book Critics Circle Award; successivamente il libro è stato tradotto in alcune lingue, tra cui l'italiano e il portoghese. Pur essendo stato accolto in maniera generalmente positiva, il libro è stato criticato per il trattamento sprezzante riservato ai coreografi del secondo Novecento, con l'eccezione di George Balanchine. Sarà proprio Balanchine il soggetto della sua biografia Mr. B: George Balanchine's 20th Century, pubblicato nel 2023 e scritto grazie alla Guggenheim Fellowship che aveva ottenuto durante l'anno 2012. La biografia le è valsa una seconda candidatura al National Book Critics Circle Award e la sua prima candidatura al Kirkus Prize e al Premio Pulitzer per la biografia e autobiografia. Dal 2021 è membro dell'American Academy of Arts and Sciences.
È stata sposata con Tony Judt dal 1993 alla morte dell'uomo nel 2010; la coppia ha avuto due figli.

## Opere
- (EN) Apollo's Angels: A History of Ballet, Random House, 2010, ISBN 9780812968743.

 Gli angeli di Apollo. Storia del balletto, traduzione di Davide Fassio, EDT, 2014, ISBN 978-8860409119.
- (EN) Mr. B: George Balanchine's 20th Century, Random House, 2022, ISBN 9780812984781.